# Canon RC-701
Le Canon RC-701 est un appareil photographique reflex analogique professionnel lancé par Canon en juillet 1986. RC signifie Realtime Camera.
En plus de trois objectifs dédiés à monture SV développés spécialement (2 zooms : le SV11-66mm f/1.2 et le SV50-150mm f/2.8, et un objectif grand angle : le SV6mm f/1.8), le RC-701 pouvait utiliser plus de 60 types d'objectifs FD pour reflex Canon 35 mm grâce à un adaptateur, ainsi que les flashes des séries A et T.
Plusieurs appareils ont été fabriqués par Canon avec la même technologie : le reflex RC-760 équipé d'un capteur de 0,6 MP sorti en 1988 et des appareils à objectif fixe, les RC-470, RC-250, RC-260, RC-270 et RC-360.